# Diporiphora granulifera
Diporiphora granulifera — вид ігуаноподібних ящірок родини агамових (Agamidae). Ендемік Австралії. Описаний у 2019 році.

## Поширення і екологія
Diporiphora granulifera відомі за кількома зразками, зібраними на північному заході штату Квінсленд, на південь від затоки Карпентарія. Вони живуть в саванах і рідколіссях.